# Alphabeat
 (décembre 2021).
Si vous disposez d'ouvrages ou d'articles de référence ou si vous connaissez des sites web de qualité traitant du thème abordé ici, merci de compléter l'article en donnant les références utiles à sa vérifiabilité et en les liant à la section « Notes et références ».
Alphabeat est un groupe de pop rock danois originaire de Silkeborg. Leur musique s'inspire des mélodies des années 1980 et plus précisément des groupes britanniques Prefab Sprout ou Deacon Blue.
Ils accèdent à la notoriété nationale et au succès commercial avec le titre Fascination, paru à l'été 2007. Il devient également un succès hors des frontières lorsqu'il sort au Royaume-Uni l'année suivante. Le single suivant, 10,000 Nights of Thunder – intitulé plus simplement 10,000 Nights au Royaume-Uni –, rencontre lui aussi un bon accueil dans les deux pays. Leur premier album se classe numéro deux au Danemark et numéro dix au Royaume-Uni ; il s'est vendu à plus de 100 000 exemplaires et les trois singles qui en ont été tirés se sont vendus à un total de plus de 400 000 exemplaires, tous respectivement classés dans le top 20 danois et le top 40 britannique.
Leur premier album, Alphabeat, est sorti en 2007. Il est suivi en 2009 d'un deuxième, The Spell, puis en 2012 d'un troisième, Express Non-Stop.

## Historique
Ce groupe voit le jour en 2006 sous le nom de Sodastar, nom abandonné par la suite pour éviter la confusion avec un groupe allemand homonyme. Alphabeat est composé de six musiciens dont deux chanteurs, un homme et une femme.
Leur premier album, sorti en 2007 au Danemark, paraît en Europe le 2 juin 2008. Il a été produit par Nile Rodgers ; quatre titres en sont extraits en tant que singles et bénéficient d'un clip, dont plus particulièrement Fascination qui ouvre le groupe au public européen.
Leur second album, The Spell, est sorti le 19 octobre 2009 au Danemark et début 2010 en Grande-Bretagne sous le titre de Beat Is. Trois titres ont été sélectionnés en tant que singles.
Leur troisième album, Express Non-Stop, est sorti en 2012.

## Membres
- Anders SG : chant
- Stine Bramsen : chant
- Anders B : guitare
- Rasmus Nagel : claviers
- Anders Reinholdt : basse
- Troels Hansen : batterie

## Discographie

### Albums
- 2007 : Alphabeat - réédité en 2008 sous le titre This Is Alphabeat pour le marché international ;
- 2009 : The Spell - réédité sous le titre The Beat Is... pour le marché international.
- 2012 : Express Non-Stop
- 2019 : Don't Know What's Cool Anymore

### Singles
- Été 2007 (Danemark) et février 2008 (international) : Fascination
- Décembre 2007 : Boyfriend
- 2007 (Danemark, sous le titre 10,000 Nights of Thunder) et août 2008 (international) : 10,000 Nights
- Novembre 2008 : What Is Happening
- Août 2009 : The Spell
- Janvier 2010 : Hole in My Heart
- Avril 2010 : DJ
- Mars 2012 : Vacation[3]

La chanson Fascination présente sur l'album This Is Alphabeat a été choisie comme musique d'une publicité pour Coca-Cola Light et intégrée à la bande originale du film Safari en 2009. Elle a également été choisie comme musique pour la publicité télévisée du jeu vidéo Lego Indiana Jones, diffusée entre autres sur la chaîne française Game One.
Le titre Fascination fait également partie de la liste des titres du jeu musical Band Hero.

## Sources et références
1. ↑  (en) Peter Krogholm, Alphabeat receives UK Gold Record, tour.
2. ↑  (en) Cam Lindsay, Alphabeat "Fascination".
3. ↑  (en) Alphabeat are back and channeling 80's Madonna, Gaytimes.co.uk.